# Leonid Dimov
Pour les articles homonymes, voir Dimov.
Leonid Dimov, né le 1er janvier 1926 et mort le 5 décembre 1987, est un poète et traducteur roumain.

## Biographie
Il est le fils de Nadejda Dimov et Naum Mordcovici. Dans les années 40, devant les menaces dont les Juifs étaient l'objet, Nadejda a intenté un procès en paternité à Naum, obtenant que l'acte de naissance de Leonid soit modifié et qu'il soit considéré comme un enfant naturel. Il fut élevé par ses grands-parents, Teodor (prêtre devenu plus tard également député) et Mitrodora Dimov, à Kiev puis bientôt à Bucarest. Adolescent, il adopta brièvement l'idéologie antisémite du mouvement légionnaire.
Il étudia au lycée Sfântul Sava, où il publia deux poésies dans le journal du lycée. Il s'inscrivit en faculté de philosophie en 1944, puis en mathématiques et en sciences naturelles mais abandonne ses études, ne pensant pas que la science permette de parvenir à la vérité.
En 1957, Dimov urina sur une statue de Staline dans le parc Herăstrău, qui était renommé à cette période parc Staline ; le poète fut incarcéré pour outrage à la prison de Jilava. Entretemps, la statue fut démontée et la peine de Dimov fut limitée à sa détention préventive.
Il devint traducteur et correcteur et publia son premier recueil de poèmes en 1966, puis à intervalles réguliers environ un par an. Il s'est marié deux fois et a eu un enfant en 1952. Il a également adopté la fille de sa seconde épouse et du poète Teodor Pâcă. Dimov fit partie, avec Dumitru Tsepeneag, du groupe des poètes oniriques, qui s'est dissous sous la surveillance de la Securitate durant les années 70.
Il a mené une vie de bohème, tirant essentiellement ses ressources du Fonds littéraire roumain.
À son enterrement, cinq écrivains étaient présents, sur les 2000 que comptait l'Union des écrivains à cette époque.

## Œuvre littéraire

### Influences
Dimov citait Dostoievski comme son mentor spirituel. Il appartenait au groupe des oniristes, avec notamment Tsepeneag et Daniel Turcea, Miron Radu Paraschivescu étant leur protecteur. Ce groupe se caractérisait par une position critique vis-à-vis du régime communiste, même si Dimov montrait dans l'ensemble peu d'intérêt pour la politique, et par une poésie qui essaie de reconstituer le monde des rêves. Parmi les classiques il citait Creangă, Eminescu ou encore Coşbuc. Assez tard dans sa vie, Mircea Cărtărescu lui rendit brièvement visite : beaucoup ont souligné son influence sur ses  premiers poèmes. Le prosateur Fănuș Neagu le qualifie de seul grand auteur balkanique roumain depuis Anton Pann : on ressent, dit-il, dans les poésies de Dimov, "l'âme du vieux Bucarest". Selon Marin-Victor Buciu, en tant que post-moderne, Leonid Dimov n'était intolérant qu'envers l'intolérance

### Poésies
Pour Dan Grădinaru, la poésie de Dimov, notamment dans Carte de vise, évolue dans un territoire pur, anhistorique, sans préoccupations logiques ou causales, comme dans les Souvenirs d'enfance de Creangă. Andreia Roman relève que Dimov, comme dans les rêves, décrit fréquemment un décor du quotidien avec d'abondants détails, d'où surgit soudain un événement inattendu. Mihai Neagu Basarab indique, dans le même ordre d'idées, que Dimov avait "le sourire le plus inquiétant de la littérature roumaine". Marian-Victor Buciu indique que pour Dimov, le rêve était un moyen de déchiffrer l'univers. Selon Nicolae Manolescu, il s'agit [...] "d'un voluptueux des matières exotiques, pittoresques, luxueuses, ainsi qu’un fantaisiste de la  domesticité, non dépourvu d’une immanquable pointe d’humour. Son lyrisme métronomique n’exclut pas d’amples volutes qui sont celles d’une imagination ivre d’elle-même. Son lexique est baroque et opulent."

### Traductions
Il est important de noter que le poète a également eu une activité importante de traducteur, reconnue par le prix de l'Union des écrivains en 1979. Il maîtrisait plusieurs langues (russe, italien, français) et a pu traduire de nombreux auteurs en roumain.
Deux de ses poèmes, Jenny et les quatre sergents et Saut ont été traduits par Ion Pop et Serge Fauchereau dans Les Lettres Nouvelles, collection dirigée par Maurice Nadeau, numéro spécial de février 1976 paru sous le titre d'Écrivains roumains d'aujourd'hui, p. 126-129.

## Liste des principales œuvres

### Poésies
- Versuri [Poèmes], Bucarest, 1966
- 7 poeme [7 poèmes] , Bucarest, 1968
- Pe malul Styxului [Sur les rives du Styx], Bucarest, 1968
- Carte de vise [Livre de rêves], Bucarest, 1969
- Eleusis (en collaboration avec Florin Pucă), Bucarest, 1970
- Semne cereşti [Signes célestes], Bucarest, 1970
- Deschideri [Ouvertures], Bucarest, 1972
- ABC, Bucarest, 1973
- Amintiri [Souvenirs] (en collaboration avec Mircea Ivănescu et Florin Pucă), Bucarest, 1973
- La capăt [Au bout], Bucarest, 1974
- Litanii pentru Horia [Litanies pour Horia], Cluj, 1975
- Dialectica vârstelor [La Dialectique des âges], Bucarest, 1977
- Tinereţe fără bătrâneţe [Jeunesse sans vieillesse], Bucarest, 1978
- Spectacol [Spectacle], Bucarest, 1979
- Texte [Textes], Bucarest, 1980
- Veşnica reîntoarcere [L'éternel retour], Bucarest, 1982
- Carte de vise, édition établie par Marina Dimov, Bucarest, 1991

### Traductions
- Emma Vygodskaya, Un fugar periculos [Un dangereux fuyard], Bucarest, 1955
- A.F. Tresnikov, Istoria descoperirii şi cercetării Antarctidei [Histoire de la recherche et de la découverte de l'Antarctique], Bucarest, 1965
- René Marill Albérès, Histoire du roman moderne, Bucarest, 1968
- Marcel Raymond, De Baudelaire au surréalisme, Bucarest, 1970
- Curzio Malaparte, Sodome et Gomorrhe, Bucarest, 1970
- Andreï Biély, Poésies, Bucarest, 1973
- Artem Vesely, Volga petrece [Festoie, Volga], Bucarest, 1973
- G.B. Marino, Florilège, Bucarest, 1976
- Lermontov, Poésies, Bucarest, 1977
- René de Solier, L'Art fantastique, Bucarest, 1978
- Gérard de Nerval, Poésies, Bucarest, 1979
- L.N. Tolstoi, Enfance et adolescence, Bucarest, 1980